# Hedersordförande
Hedersordförande är en titel som ofta ges till en person som länge varit ordförande för eller utfört andra viktiga uppgifter i ett företag eller en organisation.
Exempel på hedersordförande
- Prins Bertil i bland annat Sverige-Amerika Stiftelsen 1950-1997
- Kung Carl XVI Gustaf i otaliga föreningar, bland annat Svenska Skidförbundet, Sophiahemmet och World Scout Foundation
- Karl Frithofson i Riksidrottsförbundet
- Arne Ljungqvist i Riksidrottsförbundet
- Adolf Lundin i Lundin Petroleum
- Nelson Mandela i idrottsföreningen Proletären FF.
- Jan Myrdal i Folket i Bild/Kulturfront och Svensk-kinesiska Föreningen
- Drottning Silvia i Svenska DyslexiStiftelsen
- Kronprinsessan Victoria i Sverige-Amerikastiftelsen
- Peter Wallenberg i Investor och Atlas Copco
- Prins Daniel i Hjärt-Lungfonden